# 拉代切

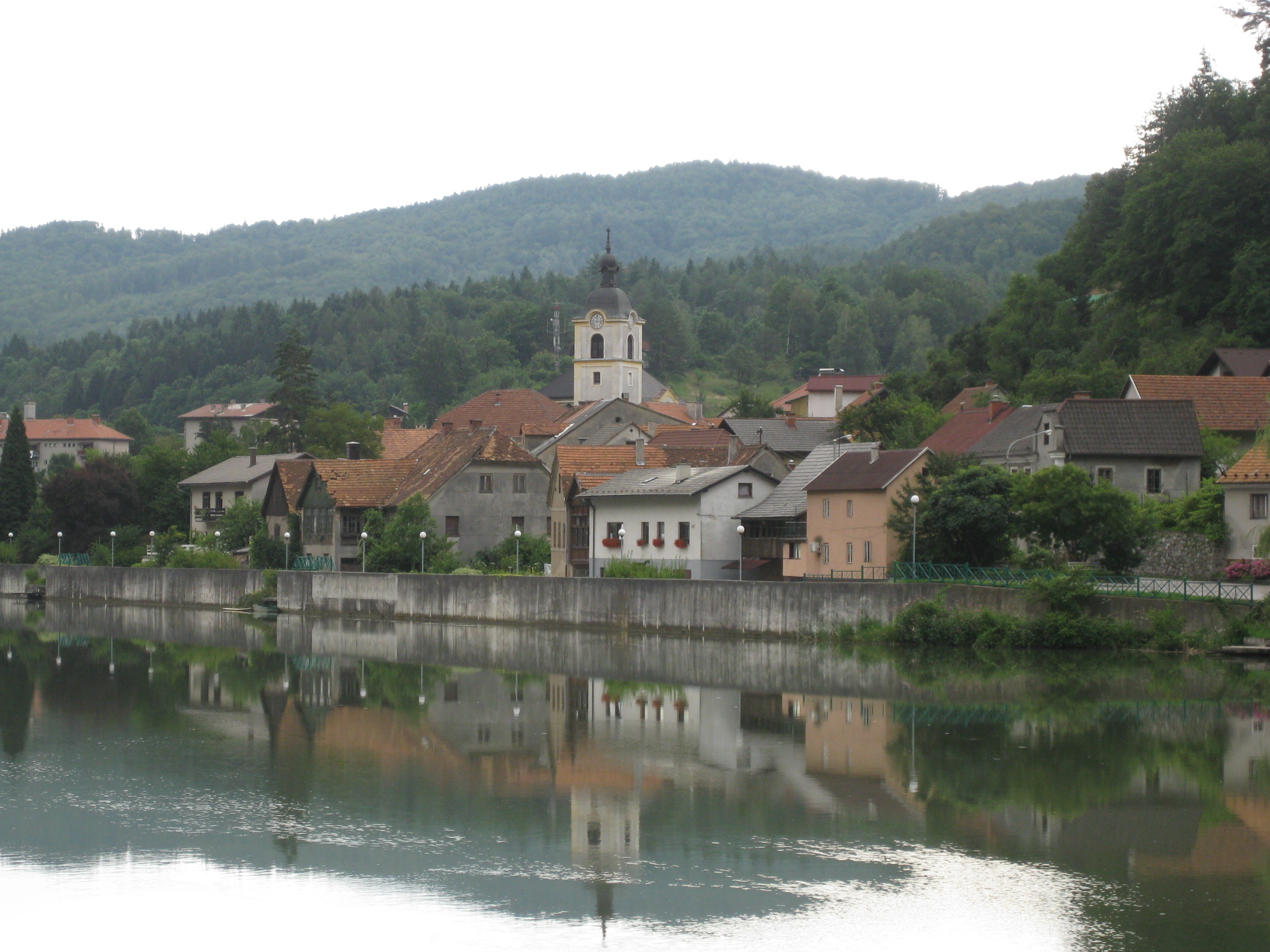
拉代切

拉代切是斯洛文尼亞東部拉代切市鎮的城鎮及行政中心，位於該國薩瓦河右岸。城镇面積为2.90平方公里，海拔高度203米，2022年人口数量为1,939人。

## 外部連結
- Radeče municipal site （页面存档备份，存于）
- Municipality of Radeče at Geopedia （页面存档备份，存于）